# Сокол (галера, 1757)
«Сокол» — галера Балтийского флота Российской империи, одна из 10 галер типа «Бодрая», участник Семилетней войны 1756—1763 годов.

## Описание галеры
16-баночная галера с деревянным корпусом, одна из 10 галер типа «Бодрая». Длина галеры составляла 38,4 метра, ширина — 5,5 метра, а осадка — 1,8 метра. В качестве основного движителя судна использовалось 16 пар вёсел, также галера была оборудована вспомогательным косым парусным вооружением.
Точных сведений об особенностях конструкции и артиллерийском вооружении галеры «Сокол» не сохранились, однако большинство 16-баночных галер, строившиеся для Российского императорского флота, были оснащены двумя мачтами с латинским парусным вооружением и имели по 4 гребца на каждое весло, а их артиллерийское вооружение в большинстве случаев состояло из одной 12-фунтовой и двух 8-фунтовых пушек, а также из 8—10 фальконетов.
Галера была одной из шести галер и одним из 19 парусных и парусно-гребных судов Российского императорского флота, носивших это наименование. В составе Балтийского флота также несли службу одноимённые галеры 1721, 1728, 1743, 1754 годов постройки, катера 1789 и 1804 годов постройки, пакетботы 1750 и 1772 годов постройки, пассажбот 1804 года постройки и парусный транспорт, купленный в 1787 году. В Черноморском флоте служили одноимённые катер 1821 года постройки, шхуна 1783 года постройки и корвет 1859 года постройки, в Азовском флоте — барбарский корабль 1699 года постройки, в Азовской флотилии галера 1739 года постройки, в Каспийской флотилии — бот 1723 года постройки и пакетбот 1794 года постройки, а в Беломорской флотилии — бот 1762 года постройки.

## История службы
Галера «Сокол» была заложена на стапеле Галерной верфи Санкт-Петербурга в 1756 году и после спуска на воду в следующем 1757 году вошла в состав Балтийского флота России.
Принимала участие в Семилетней войне 1756—1763 годов.
Сведений о завершении службы галеры в составе флота не сохранилось.

### Комментарии
1. ↑  Всего в рамках серии было построено 10 галер: «Бодрая» (головное судно проекта), «Канарейка», «Комета», «Люфер», «Мир», «Снигирь», «Сокол», «Добычная», «Удалая» и «Чесьма»[1].
2. ↑  126 футов[2].
3. ↑  18 футов[2].
4. ↑  5 фунтов 9 дюймов[2].
5. ↑  Или 16 банок[3].